# Завойовник Європи
«Завойовник Європи» — історичний роман українського письменника Івана Корсака, опублікований в 2011 році київським видавництвом "Ярославів Вал".
  «Завойовник Європи» Івана Корсака – то роман про те, що завойовувати землі та країни можна не тільки військами. В книзі йдеться про українського князя Ростислава Михайловича, який породичався з усією Європою, бо вмів плести матримоніальні сіті, в яких опинялися не тільки сильні світу цього, а й цілі держави.

## Зміст книги
- Завойовник Європи
- Володимир Ричка. ILLUSTRI DUCE GALICIAE ET BANO TOTIUS SCLAUONIAE
- Іван Корсак. Вдома у себе, в Європі. Кілька авторських зауваг навздогін...